# Östringen
Östringen ist eine Stadt im Landkreis Karlsruhe in Baden-Württemberg. Die Stadt fasst eine Gemarkungsfläche von 5322 ha. Östringen liegt im Norden des Kreisgebietes am westlichen Rand des Kraichgaus zwischen den Ballungsräumen Karlsruhe und Heidelberg/Mannheim. Bis zur Kreisreform am 1. Januar 1973 gehörte Östringen zum Landkreis Bruchsal. Aufgrund seiner zentralörtlichen Funktionen für das Umland wurde Östringen 1981 von der Landesregierung zur Stadt ernannt.

## Geographie und Stadtgliederung

### Stadtteile
Zu Östringen gehören neben der Kernstadt Östringen die Stadtteile Odenheim, Tiefenbach und Eichelberg.

### Geographie
Etwa ein Drittel der Gemarkungsfläche nehmen ausgedehnte Laubwälder ein. Durch die Kernstadt Östringen fließt der Freibach, die Stadtteile Tiefenbach und Odenheim werden vom Katzbach durchflossen. Höchste Erhebungen sind die Gewanne Kasperhäusel und Tannenbaum bei Östringen, der Kapellenberg bei Eichelberg, der Schindelberg bei Odenheim und der Kreuzberg bei Tiefenbach. Die Gesamtgemarkung liegt zwischen 155 und 302 Metern über NN. Sie beherbergt vollständig die Flächen des Naturschutzgebiets Apfelberg sowie des Bannwalds Greifenberg.

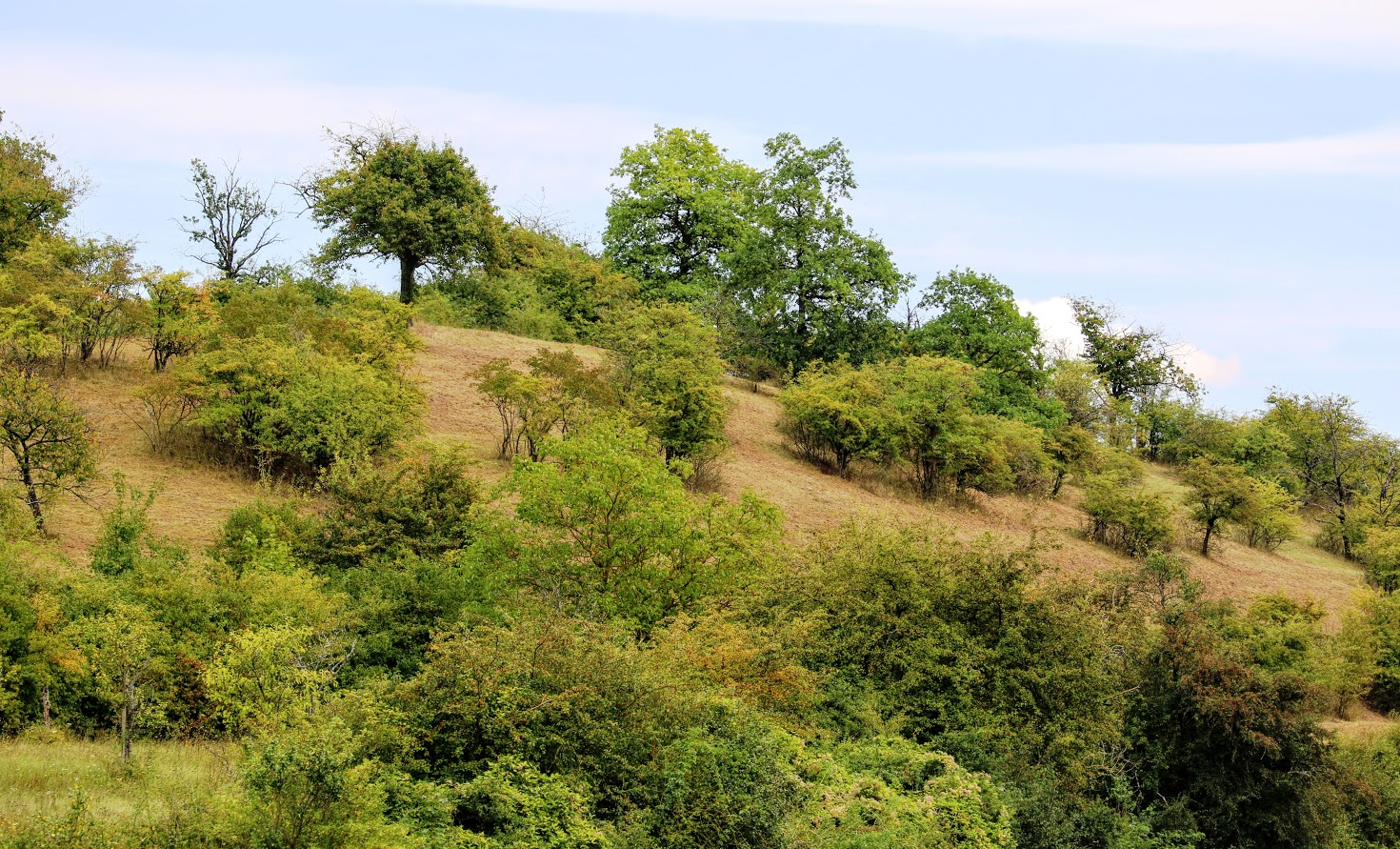
NSG Apfelberg, September 2017

In Teilen liegen die Naturschutzgebiete Östringer Erlenwald und Kleiner Kraichbach auf dem Stadtgebiet. Der 48 ha große Östringer Erlenwald wird mit der Gemeinde Ubstadt-Weiher geteilt. Das NSG Kleiner Kraichbach mit der Stadt Kraichtal.

### Nachbargemeinden
Folgende Städte und Gemeinden grenzen an die Stadt Östringen, sie werden im Uhrzeigersinn beginnend im Osten genannt: Eppingen (Landkreis Heilbronn), Kraichtal, Ubstadt-Weiher, Bad Schönborn (alle Landkreis Karlsruhe), Mühlhausen, Angelbachtal und Sinsheim (alle Rhein-Neckar-Kreis).

## Geschichte

### Frühe Geschichte
Erstmals urkundlich erwähnt wurde Östringen im Jahre 768 im sogenannten Codex Laureshamensis des Klosters Lorsch. 769 fand in diesem Codex auch Odenheim als Otemheim seine Erstnennung.
Während der Zeit der Stammesherzogtümer gehörte der Ort zum Herzogtum Franken.
Im 10. und 11. Jahrhundert war die Großmotte Wigoldesberg bei Eichelberg der Verwaltungssitz der Kraichgaugrafen. Während ihrer Amtszeit als Gaugrafen verlegten die Grafen von Lauffen den Verwaltungssitz wohl nach 1103 auf die Gaugrafenburg bei Bretten, und Bischof Bruno von Trier gründete um 1110 bis 1118 mit der Zustimmung seines Bruders Boppo (III.) von Lauffen auf Wigoldesberg ein Kloster mit Hirsauer Statuten. Sie garantierten den Grafen von Lauffen vererbbare Vogteirechte. Vor der Mitte des 12. Jahrhunderts wurde das Kloster an seinen endgültigen Ort in ein zwei Kilometer entferntes Tal verlegt.
Die Geschichte der Siedlungen ist eng verknüpft mit dem Kloster. In seinem Zusammenhang wurden im Jahre 1122 die Siedlung Tiefenbach als Tiephenbach und im Jahre 1161 die Siedlung Eichelberg erstmals urkundlich erwähnt. Für die wirtschaftliche Entwicklung spielte der Weinbau, den die Mönche hier einführen, eine große Rolle. Im Jahre 1496 wurde das Kloster in ein weltliches, freiadliges Ritterstift umgewandelt.
Urkundlich erwähnt ist auch die Wüstung Eberhardsweiler, südöstlich vom heutigen Östringen, aus dem Jahr 1337. Im Schrifttum wird für diese Zeit eine St. Ulrichskapelle erwähnt, die um 1400 bereits nicht mehr existiert. Mit dem Jahr 1803 wird Östringen badisch, seit 1807 ist Bruchsal zuständiger Amtssitz.

### 19. und 20. Jahrhundert
Im 19. Jahrhundert entwickelte sich in Östringen und Odenheim eine florierende Zigarrenindustrie. In Eichelberg und Tiefenbach blieb weiterhin überwiegend die Landwirtschaft, insbesondere der Weinbau, vorherrschend.
Im Zuge der Gemeindegebietsreform in Baden-Württemberg wurden am 1. Januar 1972 die beiden Gemeinden Eichelberg und Tiefenbach eingemeindet. Am 1. Januar 1974 erfolgte die Eingemeindung von Odenheim. Am 11. Juli 1981 wurde Östringen vom damaligen Innenminister von Baden-Württemberg und späteren Bundespräsidenten Roman Herzog in den Stand einer Stadt erhoben. In der Kernstadt Östringen leben rund 7200 Einwohner auf 1624 ha.
Seit 1998 fährt die Stadtbahn der Albtal-Verkehrs-Gesellschaft vom Karlsruher Hauptbahnhof über Bruchsal nach Odenheim.

### Odenheim

Odenheim 2001

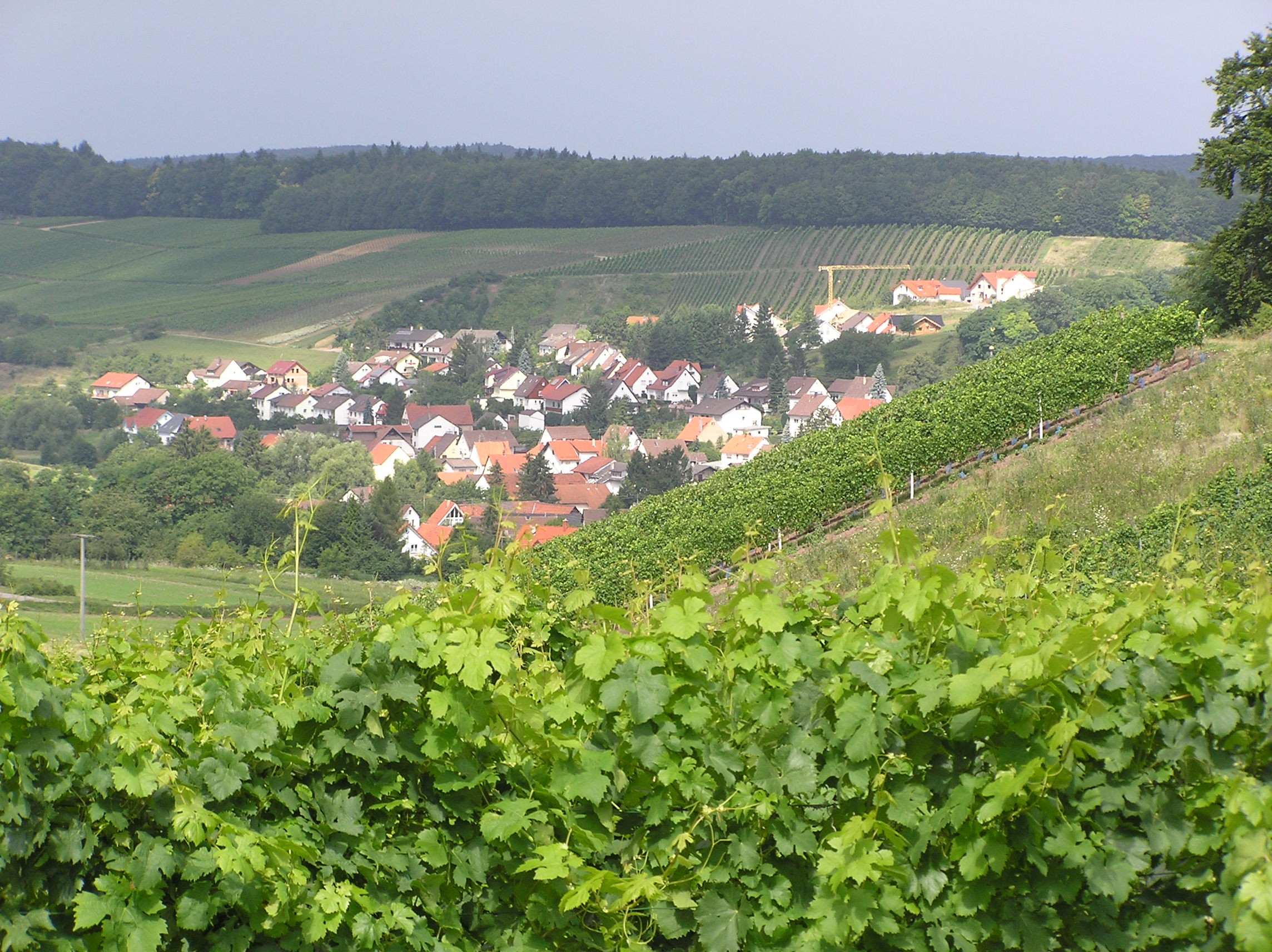
Tiefenbach vom Aufstieg zur Kreuzbergkapelle aus gesehen

Odenheim zählt rund 3700 Einwohner auf rund 2100 ha Fläche und gehört seit dem 1. Januar 1974 zu Östringen.
Odenheim liegt im Katzbachtal mitten im Kraichgauer Hügelland. In Urkunden wird Odenheim erstmals im Jahre 769 erwähnt. Der Ort liegt an einer alten Römerstraße und war wohl bereits in germanischer Zeit Versammlungsort für Gauversammlungen. In der fränkischen Siedlungszeit gingen von Odenheim als Zentralort verschiedene Siedlungsgründungen aus, die jedoch bis auf Tiefenbach und Eichelberg heute wieder abgegangen sind. Ab dem 12. Jahrhundert war die Geschichte Odenheims eng verknüpft mit dem in der Nähe gegründeten Benediktinerkloster Wigoldsberg, dem späteren Ritterstift Odenheim. Die Ermordung Siegfrieds könnte der Nibelungensage nach bei dem in Odenheim befindlichen Siegfriedsbrunnen stattgefunden haben.
Odenheim kam aufgrund des Reichsdeputationshauptschlusses und der Auflösung des Hochstiftes Speyer 1803 an Baden und wurde von 1803 bis 1807 Sitz des Amtes Odenheim.
Das heutige Ortsbild Odenheims wird geprägt von der auf dem Kirchberg stehenden St. Michaelskirche und dem alten Rathaus mitten im Ort.
Odenheim verfügt als einziger Ortsteil der Gemeinde Östringen über einen Bahnhof. Die Linie S 31 des Karlsruher Verkehrsverbundes (KVV) verkehrt stündlich auf der Strecke Odenheim-Karlsruhe. Zu den Hauptverkehrszeiten alle 20 Minuten.

### Tiefenbach

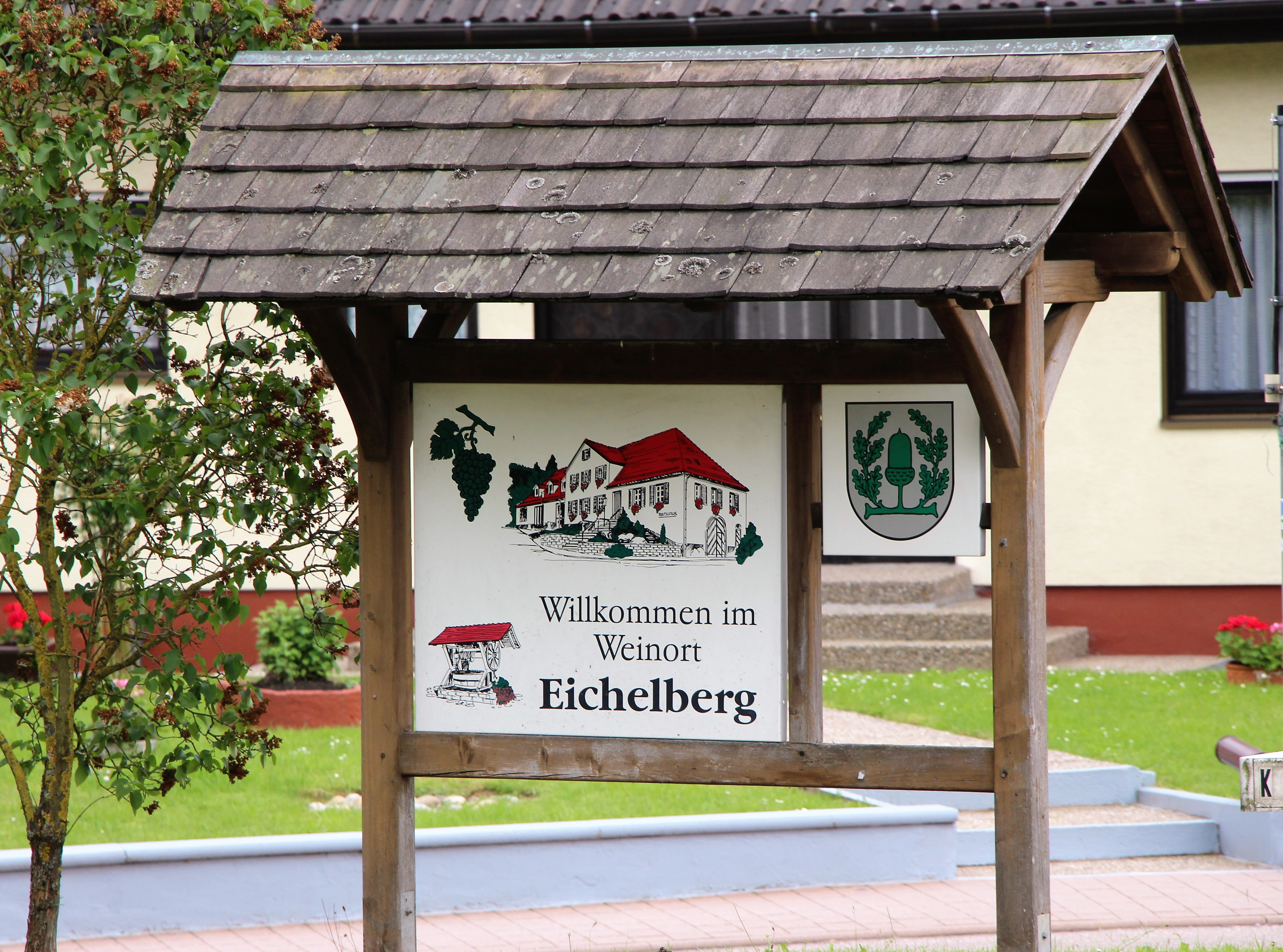
Weinort Eichelberg, Willkommensgruß

Der Weinort Tiefenbach wurde am 1. Januar 1972 nach Östringen eingemeindet. Er liegt eingebettet in der Kraichgauer Hügellandschaft zwischen Mischwald, Rebflächen und Ackerland. Urkundlich erwähnt wurde Tiefenbach erstmals im Jahre 1123 in Zusammenhang mit dem Kloster Wigoldesberg, dem nahegelegenen heutigen Stifterhof. Tiefenbach ist mit einer Gesamtfläche von ca. 917 ha und über 1300 Einwohnern der drittgrößte Teil der Gesamtstadt Östringen. Die höchste Erhebung ist der Kreuzberg mit 290 Metern. Das Ortsbild wird geprägt durch die Kath. Pfarrkirche St. Johannes. Neben dem Wein- und Obstanbau ist der Ort hauptsächlich bekannt durch eine vielseitige Gastronomie, einer Golfanlage und den idealen Naherholungsmöglichkeiten. So lädt der idyllisch gelegene Kreuzbergsee zum Wandern und Entspannen ein. Durch ein gut ausgebautes Radwegenetz ist Tiefenbach ein beliebtes Ziel für Familien und Hobbysportler. Seit 1990 wird in zweijähriger Folge das „Tiefenbacher Dorffest“ veranstaltet.

### Eichelberg
Die Gemeinde Eichelberg wurde am 1. Januar 1972 nach Östringen eingemeindet. Davor war Eichelberg dem Landkreis Sinsheim zugeordnet. Vor Ort leben 674 Einwohner auf ca. 673 ha (Stand: 30. September 2020). Wie Tiefenbach ist Eichelberg eine vom Kloster Odenheim erfolgte Siedlungsgründung. In der Ortslage wird aufgrund der guten Bodenverhältnisse traditionell Weinbau betrieben. Ein sehenswertes Keltereigebäude existiert bereits seit dem 16. Jahrhundert.

### Konfessionen
Östringen ist traditionell römisch-katholisch geprägt. So hat auch heute noch jeder der vier Teilorte seine eigene katholische Kirche. Darüber hinaus gibt es in Östringen und Odenheim auch je eine evangelische Gemeinde.

## Politik

### Gemeinderat
Der Gemeinderat hat 22 ehrenamtliche Mitglieder, die für fünf Jahre gewählt werden. Die Gemeinderäte führen die Bezeichnung Stadtrat. Hinzu kommt der Bürgermeister als stimmberechtigter Gemeinderatsvorsitzender.
Die Kommunalwahl 2024 führte zu folgendem Ergebnis (in Klammern: Unterschied zu 2019):
| Gemeinderat 2024               | Gemeinderat 2024 | Gemeinderat 2024 | Gemeinderat 2024 | Gemeinderat 2024 |
| Partei / Liste                 | Stimmenanteil    | Sitze            |                  |                  |
| ------------------------------ | ---------------- | ---------------- | ---------------- | ---------------- |
| CDU                            | 32,4 % (+1,0)    | 8 (+1)           |                  |                  |
| SPD                            | 18,7 % (−10,4)   | 4 (−2)           |                  |                  |
| Unabhängige Liste (ULi)        | 17,4 % (+0,4)    | 4 (±0)           |                  |                  |
| AfD                            | 14,8 % (+14,8)   | 3 (+3)           |                  |                  |
| Freie Bürgerliste              | 10,6 % (−3,4)    | 2 (−1)           |                  |                  |
| Grüne                          | 6,1 % (−2,4)     | 1 (−1)           |                  |                  |
| Wahlbeteiligung: 61,4 % (+4,8) |                  |                  |                  |                  |

### Bürgermeister
- 1949–1959: Ferdinand Bender
- 1959–1979: Hermann Kimling (CDU)
- 1979–2003: Erich Bamberger (CDU)
- 2003–2011: Walter Muth (CDU)
- seit Juni 2011: Felix Geider

### Wappen
Blasonierung des Stadtwappens von Östringen: „In Blau ein silberner Kesselring, darin ein facettierter, sechsstrahliger, goldener Stern.“
Flagge: blau-silbern (weiß); die Verleihung der Flagge durch Innenminister Viktor Renner erfolgte am 16. Oktober 1958.

### Städtepartnerschaften
- Abergavenny, Wales (seit 1968)
- Rozenburg, Niederlande (seit 1974)
- Thiviers, Frankreich (seit 1989)
- Den Stadtteil Odenheim verbindet eine Partnerschaft mit  Itter in Tirol.

## Wirtschaft und Infrastruktur

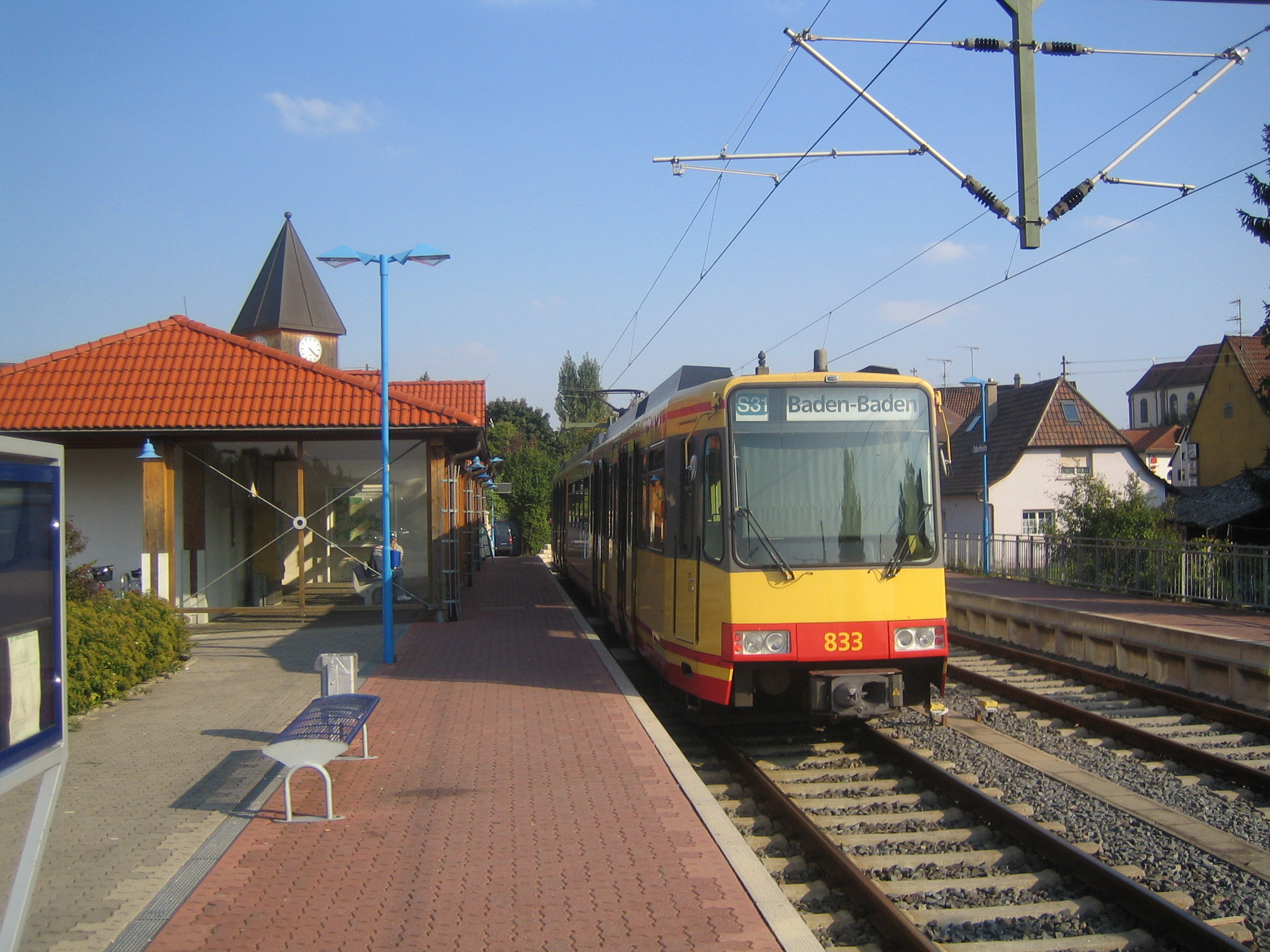
Stadtbahnwagen der S31 im Bahnhof Odenheim

### Verkehr

#### Bahnverkehr
Im Jahr 1911 wurde im Badischen Landtag in Karlsruhe eine Petition des Gemeinderats Östringen bezüglich des Baus einer Bahnlinie von Langenbrücken nach Östringen vorgelegt. Zum Bau einer direkten Anbindung an die Badische Hauptbahn (Heidelberg – Karlsruhe) kam es aber nicht. 
Die Katzbachbahn (nach Ubstadt und von dort weiter nach Bruchsal), auf der die S 31 des Karlsruher Verkehrsverbundes fährt, verbindet den Ortsteil Odenheim mit dem Schienennetz. Bis zur Stilllegung führte die Bahn über Tiefenbach (bis 1975) und Eichelberg (bis 1960) weiter nach Hilsbach.

#### Fernstraßen
Östringen ist durch die Bundesstraße 292 (Bad Schönborn – Lauda-Königshofen) an die Bundesstraße 3 und das überregionale Straßennetz angebunden.

#### Radverkehr
Durch Östringen verläuft als Landes-Radfernweg der Badische Weinradweg. Er führt von Grenzach-Wyhlen am Hochrhein nach Laudenbach im Rhein-Neckar-Kreis, dabei werden sieben der neun badischen Weinanbaugebiete untereinander verbunden. Die Route verläuft dabei in großen Schleifen durch die Weinanbaugebiete von Bruchsal nach Wiesloch, insbesondere von den Kraichtaler Ortsteilen Bahnbrücken und Landshausen in die Östringer Stadtteile Tiefenbach und Odenheim. Weiter verläuft er über Ubstadt-Weiher (Ortsteile Zeutern und Stettfeld) und Bad Schönborn (Langenbrücken) in die Kernstadt von Östringen und über den Mühlhausener Ortsteil Rettigheim nach Malsch.

### Ansässige Unternehmen
Wichtigste Arbeitgeber sind:
- das 1963 errichtete größte Nylonfaserwerk Europas der Firma Invista (ehemals DuPont und ICI), das Ende 2010 geschlossen wurde, und
- der Faserverbundwerkstoff-Hersteller Cytec.

Das Nylonfaserwerk der ICI war der weltweit erste Anwender und zugleich Entwicklungsplattform für die Unternehmenssoftware der Firma SAP.

### Weinbau
Nach wie vor spielt auch der Weinbau eine große Rolle. Auf ca. 230 ha Rebfläche werden bekannte Lagen wie Östringer Ullrichsbruch, Odenheimer Königsbecher, Tiefenbacher Stiftsberg oder Eichelberger Kapellenberg angebaut.

### Bildung
In Östringen ist das komplette Schulangebot des dreigliedrigen Schulwesens vorhanden: Am Leibniz-Gymnasium kann das Abitur abgelegt werden. In der Kernstadt gibt es darüber hinaus noch die Thomas-Morus-Realschule und die Silcher-Grundschule. Der Stadtteil Odenheim verfügt mit der Carl-Dänzer-Schule über eine eigene Grund- und Werkrealschule und Tiefenbach über eine eigene Grundschule.

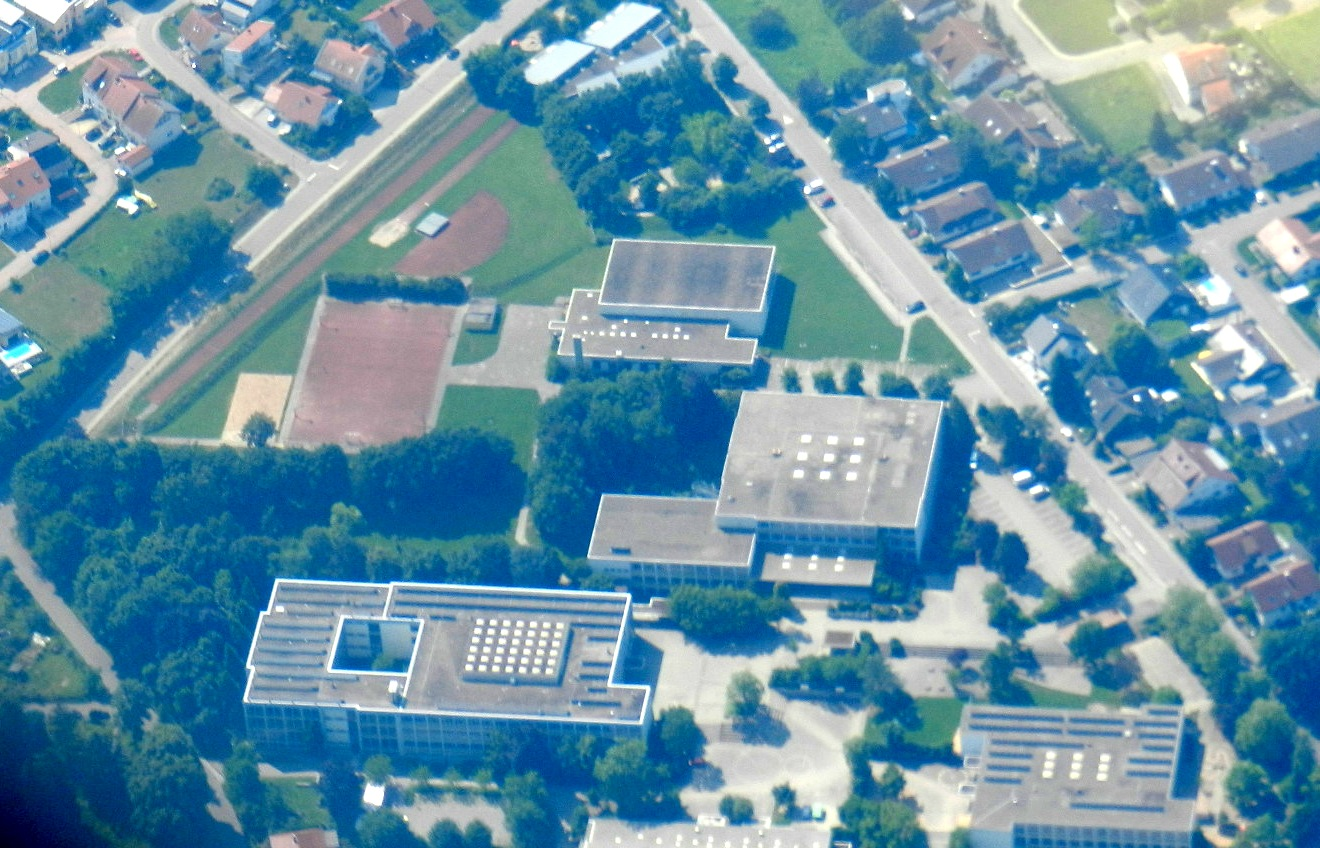
Das Schulzentrum Östringen

## Sport

### Handball
In Östringen spielt Handball eine sehr große Rolle. Lange spielte die erste Mannschaft von Östringen in der 2. Handball-Bundesliga. Nach einem Zusammenschluss mit der Mannschaft aus Kronau im Jahr 2002 stieg die SG Kronau/Östringen 2003 erstmals in die Handball-Bundesliga auf.
Seit der Saison 2005/06 bestreitet der Verein seine Heimspiele in der neu errichteten Mannheimer SAP-Arena. Seit 2005 nennt sich die Mannschaft „Rhein-Neckar Löwen“. Zum aktuellen Kader gehören der Europameister von 2016 Jannik Kohlbacher, der Bronzemedaillengewinner der Olympischen Spiele 2016 Patrick Groetzki sowie die Silbermedaillengewinner der Olympischen Spiele 2024 David Späth und Sebastian Heymann.
Meilensteine waren bisher das Erreichen des letzten Vier des DHB-Pokal in den Jahren 2006 bis 2011 und 2014 bis 2017, den man 2018 zum ersten Mal gewinnen konnte, sowie das Erreichen des Europapokal-Finales 2007. In der Saison 2008/09 glückte der erstmalige Einzug in die Champions League. Dort erreichten sie das Halbfinale, wo sie sich dem THW Kiel geschlagen geben mussten. In der Handball-Bundesliga erreichte man den Vizemeister-Titel in der Saison 2013/14, als sie sich nur aufgrund einer zwei Tore schlechteren Tordifferenz dem THW Kiel geschlagen geben mussten. Darüber hinaus wurde die Mannschaft in der Saison 2014/15 und 2017/18 ebenfalls deutscher Vizemeister.
Den ersten Titel feierten die Rhein-Neckar-Löwen am 19. Mai 2013 mit dem Gewinn des EHF Europa Pokal.
Den mit Abstand größten Erfolg feierte der Verein in der Saison 2015/16 mit dem ersten Deutschen Meistertitel der Vereinsgeschichte. In der darauffolgenden Saison wurde dieser Erfolg wiederholt.
Den DHB-Pokal gewannen die Rhein-Neckar Löwen in den Jahren 2018 und 2023. Im Halbfinale 2024 bezwang das Team der Löwen nach sechs Niederlagen den Pokal-Angstgegner SG Flensburg-Handewitt mit 38:31. Das Finale gegen den SC Magdeburg wurde nach dramatischem Verlauf nach Verlängerung und Siebenmeterwerfen von den Rhein-Neckar Löwen mit 36:34 gewonnen. Torwart David Späth wurde durch spielentscheidende Paraden zum Pokalhelden der Löwen.
Die U19 – bzw. A-Jugend gewann in der Saison 2021/22 – zum zweiten Mal nach 2007 – die Deutsche A-Jugend-Meisterschaft im Finale gegen die Füchse Berlin. Die erste Mannschaft der beiden B-Jugend-Teams (U17) zog in der gleichen Saison nach und gewann die Deutsche B-Jugend-Meisterschaft gegen die SG Flensburg-Handewitt.

### Fußball
Eine weitere wichtige Sportart in Östringen ist der Fußball. Aktuell spielt der FC Östringen in der Landesliga Mittelbaden.
Höhepunkt der bisherigen Vereinsgeschichte war der Gewinn des nordbadischen Verbandspokals und die damit verbundene Teilnahme an der ersten Runde im DFB-Pokal in der Saison 1979/80. Die Auslosung bescherte dem FC Östringen das Traumlos FC Bayern München, ein bis heute unvergessener sportlicher Höhepunkt. Dem Traumgegner konnte das Heimrecht abgekauft werden und das Jahrhundertereignis damit in Östringen ausgetragen werden. In Rekordzeit wurde durch bauliche Maßnahmen die Zuschauerkapazität von 5.000 auf 10.000 erhöht. Das Spiel ging mit 1:10 verloren.

## Sehenswürdigkeiten

### Museen
- Heimatmuseum Östringen im Alten Rathaus, erbaut 1786
- Gustav-Wolf-Kunstgalerie in Östringen (s. a. Gustav Wolf)

### Bauwerke
Östringen

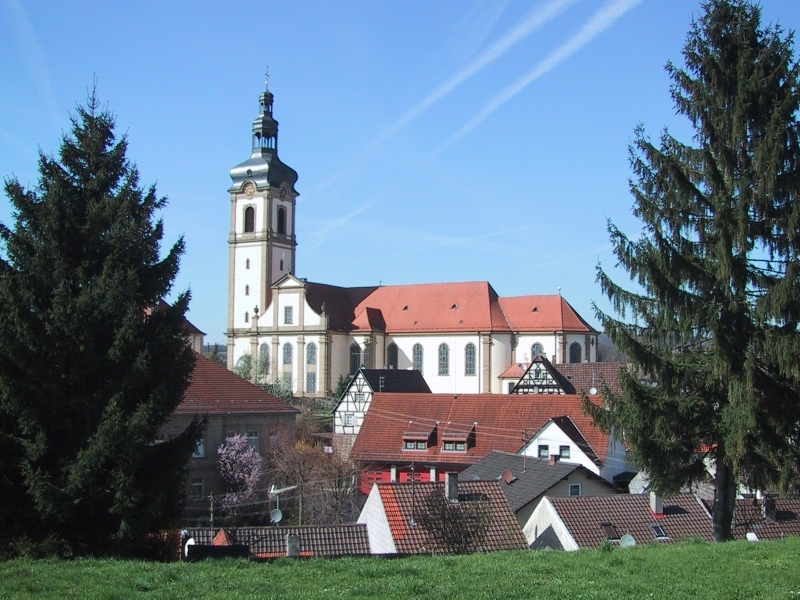
St. Michael in Östringen-Odenheim

- Das bedeutendste Bauwerk des Ortes ist die neuromanische Pfarrkirche St. Cäcilia. Sehenswert sind auch das Heimatmuseum sowie das Ruhbenderhaus am  Leiberg 11/9, eine Hofreite erbaut im Jahr 1709. Außerhalb des Ortes befindet sich im Ulrichsbruch die Ruine einer alten Ulrichskapelle.

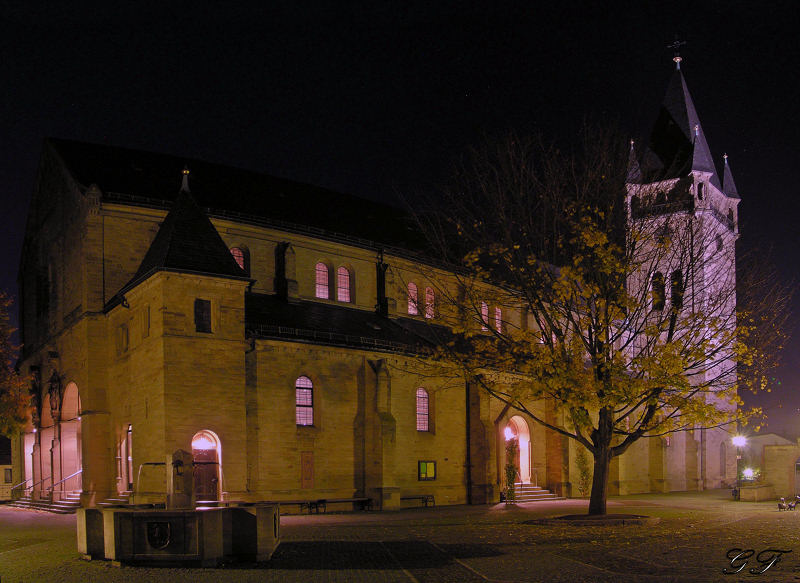
Pfarrkirche St. Cäcilia Östringen
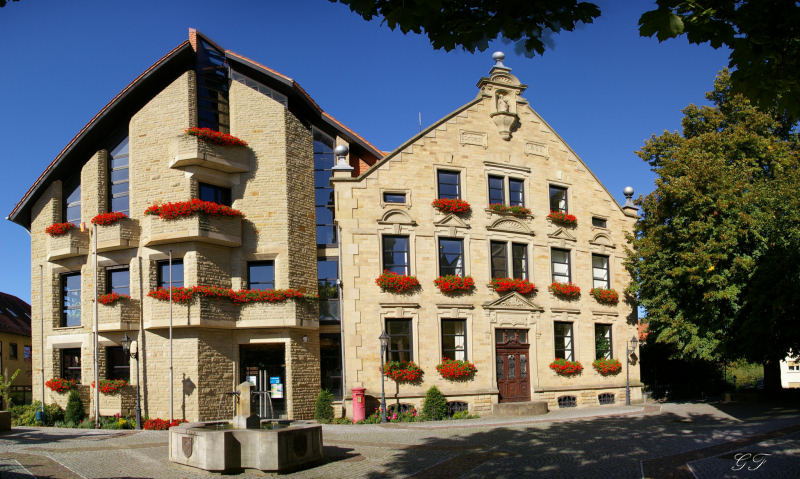
Rathaus Östringen am 9. September 2006
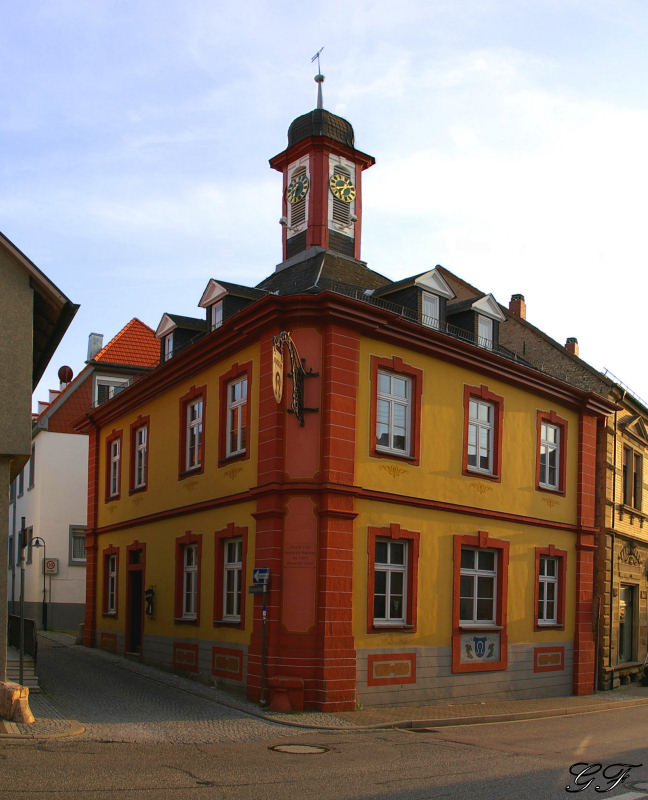
Heimatmuseum Östringen
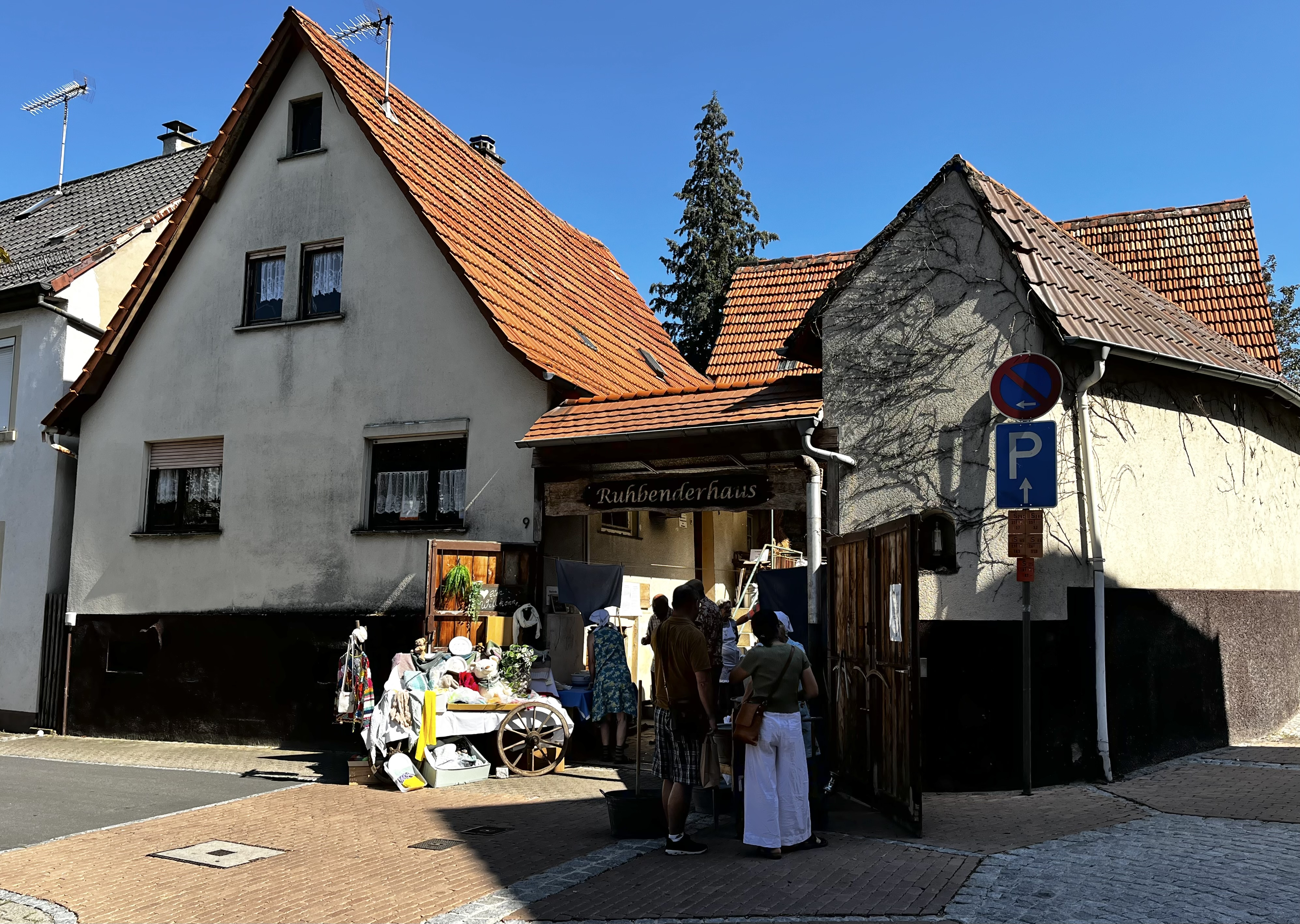
Ruhbenderhaus am Tag des offenen Denkmals 10. September 2023
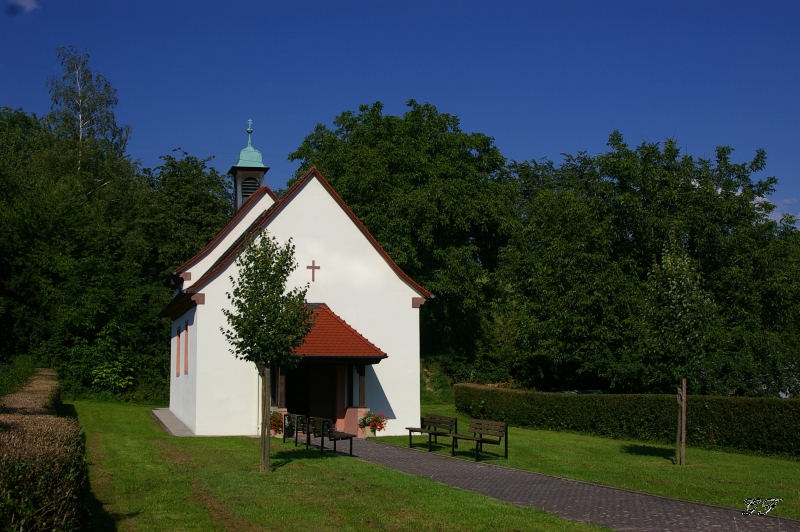
Zopfkapelle Östringen

Odenheim

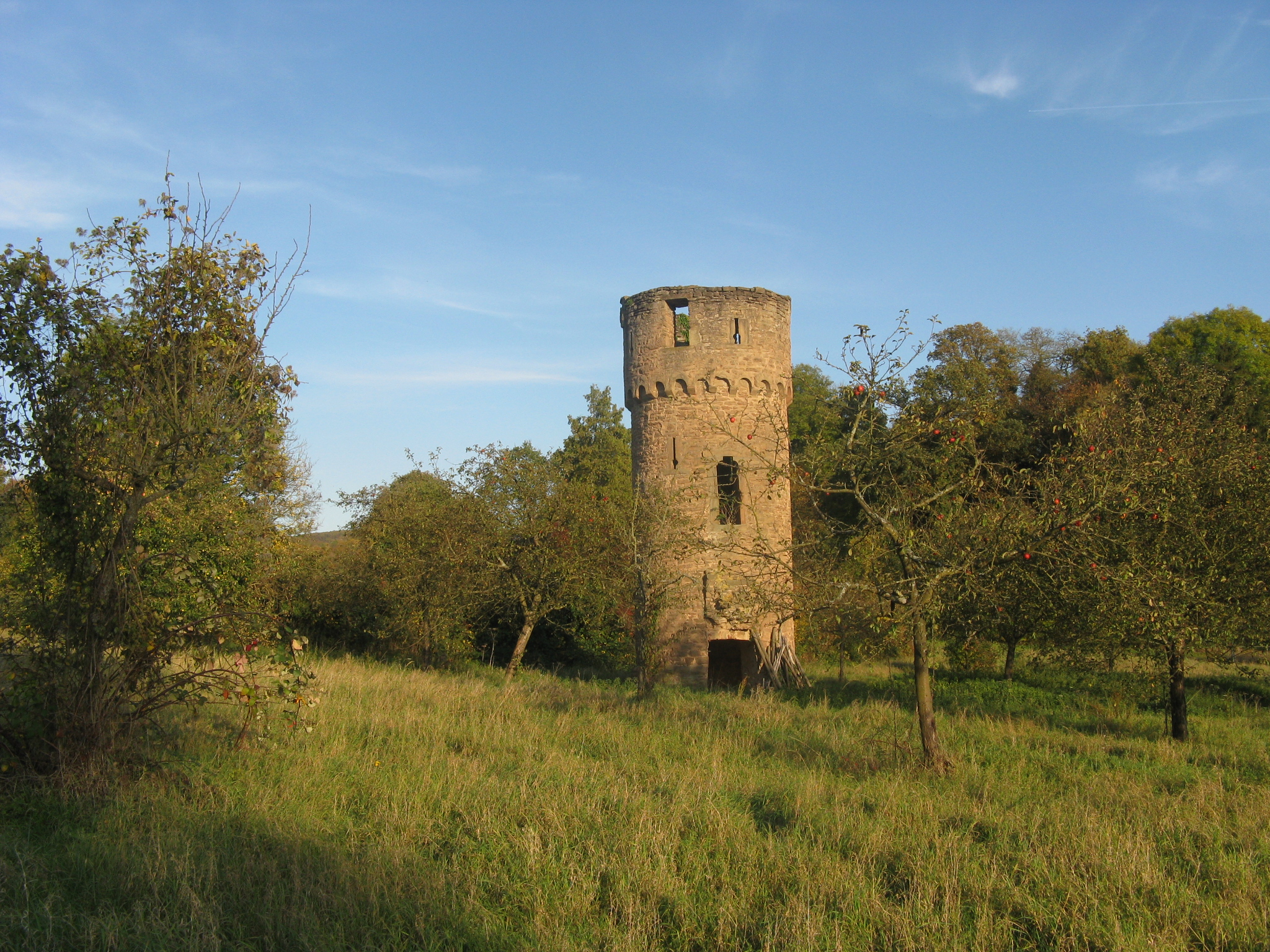
Turm des Klosters Odenheim

- Die Pfarrkirche St. Michael in Odenheim ist eine im Jahr 1778 fertiggestellte Barockkirche, die auf einem Hügel den Ort überragt. Die evangelische Dankeskirche in Odenheim wurde 1967 nach Plänen des Brettener Architekten Baumgärtner erbaut.
- Das Rathaus von Odenheim ist ein massiver Sandsteinbau von 1903 mit einer bemalten Fassade. Im Ort befinden sich außerdem zahlreiche historische Fachwerkgebäude sowie verschiedene Kleindenkmale wie Wegkreuze, Skulpturen und Brunnen.
- In der Unteren Klosterstraße erinnert ein Gedenkstein an die ehemals dort befindliche Synagoge.
- Die Überreste des Benediktinerklosters Wigoldesberg im Bereich des Stifterhofs zwischen Odenheim und Eichelberg umfassen zwei Türme und ein Speichergebäude aus dem 15. Jahrhundert.
- Außerhalb von Odenheim befindet sich der Siegfriedsbrunnen, der die Handschrift C der Nibelungensage (Blatt 38, Strophe 1013, 1–4) aufgreift, in der ein Brunnen in Otenhaim als Tatort für die Ermordung Siegfrieds genannt wird

Eichelberg
- In Eichelberg befindet sich das örtliche Rathaus auf Fundamenten von 1604, die benachbarte Kelter besteht seit 1556. Die katholische Kirche St. Jakobus ist von 1711. Markant ist noch das Schulhaus des Ortes aus der Zeit um 1900, in dessen Nähe ein seit 1700 bestehender alter Ziehbrunnen steht. Gegenüber befindet sich ein zeitgenössischer Dorfbrunnen. Im Ort sind mehrere Kruzifixe zu sehen, davon ein modernes von 1963 auf dem Weg zur oberhalb des Ortes liegenden schlichten Michaelskapelle.

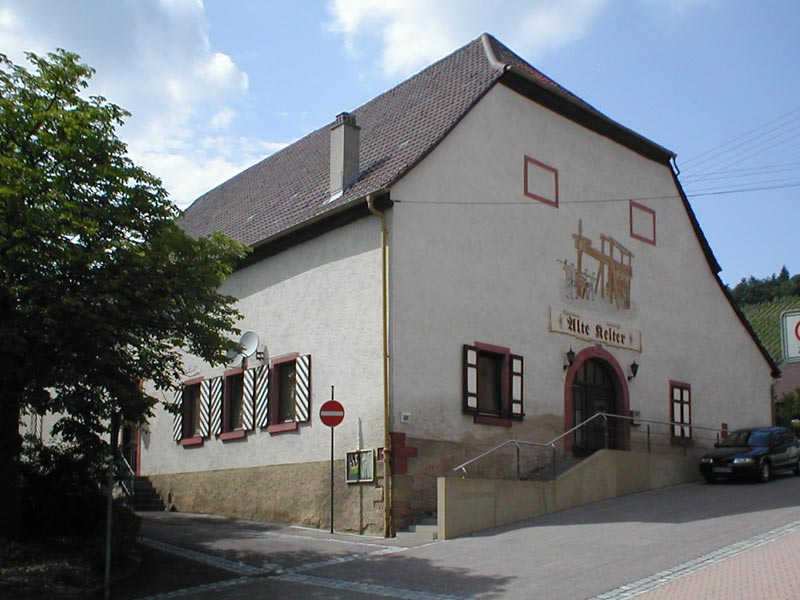
Kelter Eichelberg
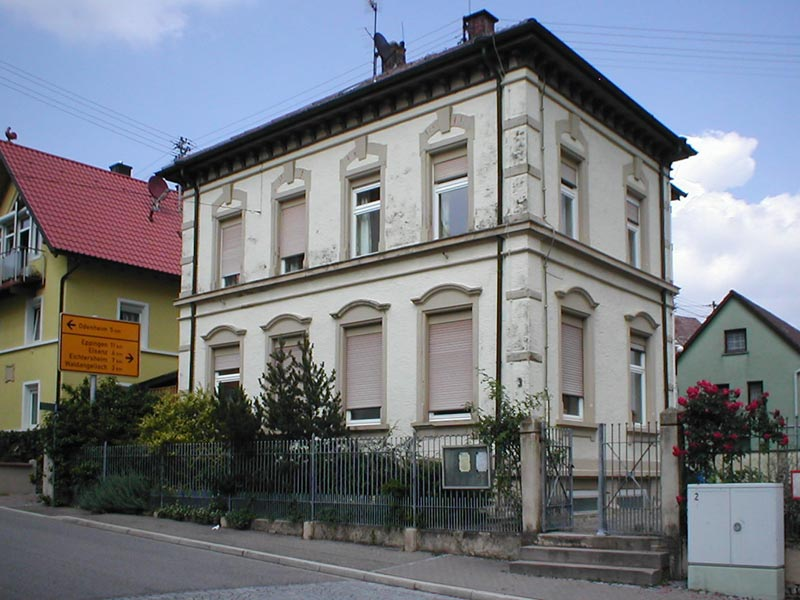
Schulhaus Eichelberg
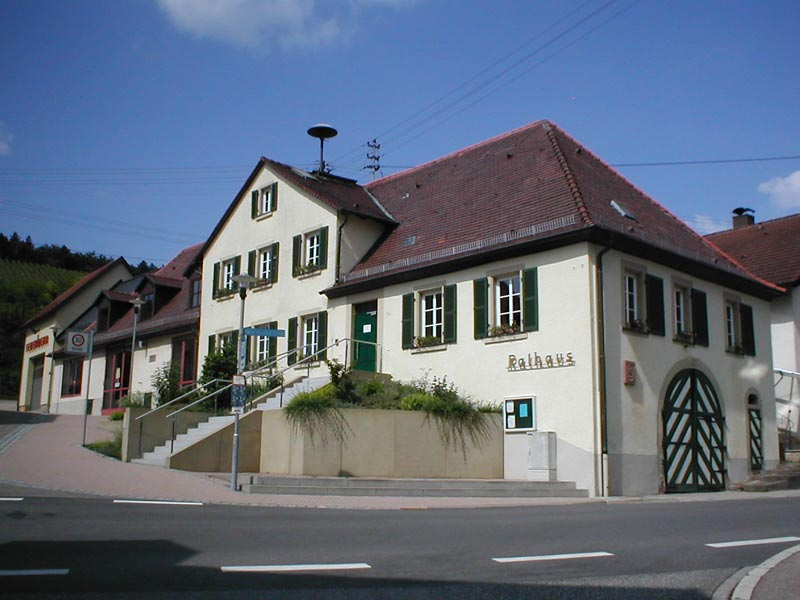
Rathaus Eichelberg
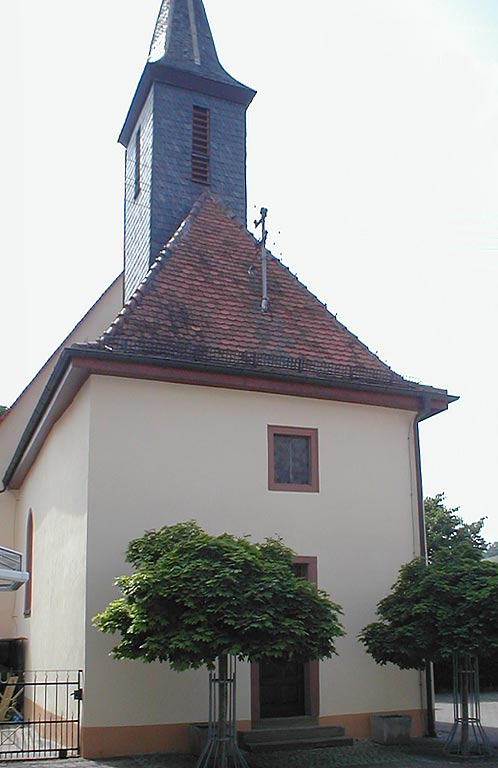
Katholische Kirche Eichelberg
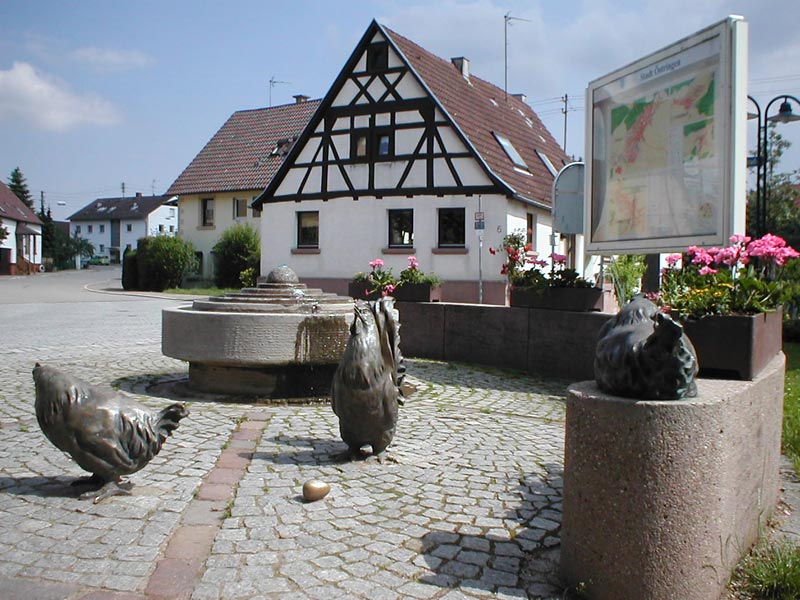
Dorfbrunnen Eichelberg

Tiefenbach
- In Tiefenbach befinden sich die katholische Kirche St. Johannes von 1852 sowie die Kreuzbergkapelle von 1872 mit Ostlandkreuz. Beim Rathaus befindet sich ein Dorfbrunnen und eine Skulptur.

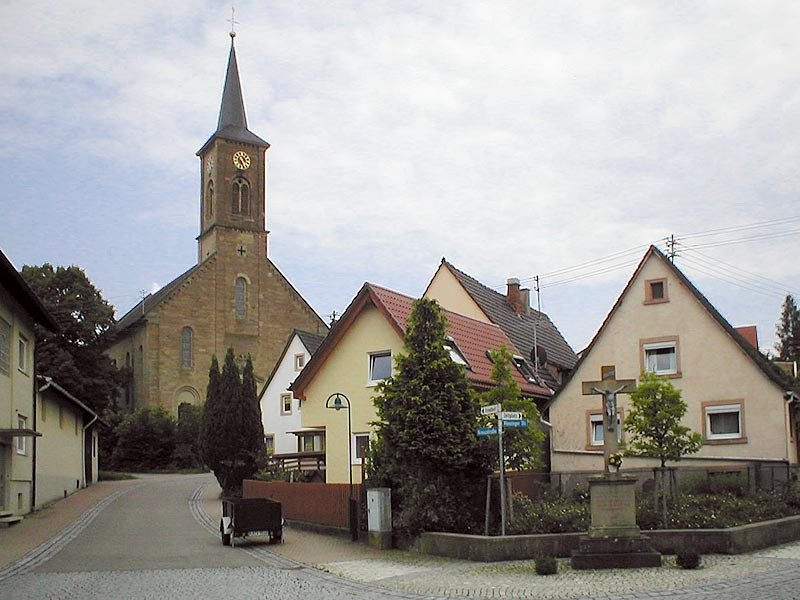
Katholische Kirche in Tiefenbach
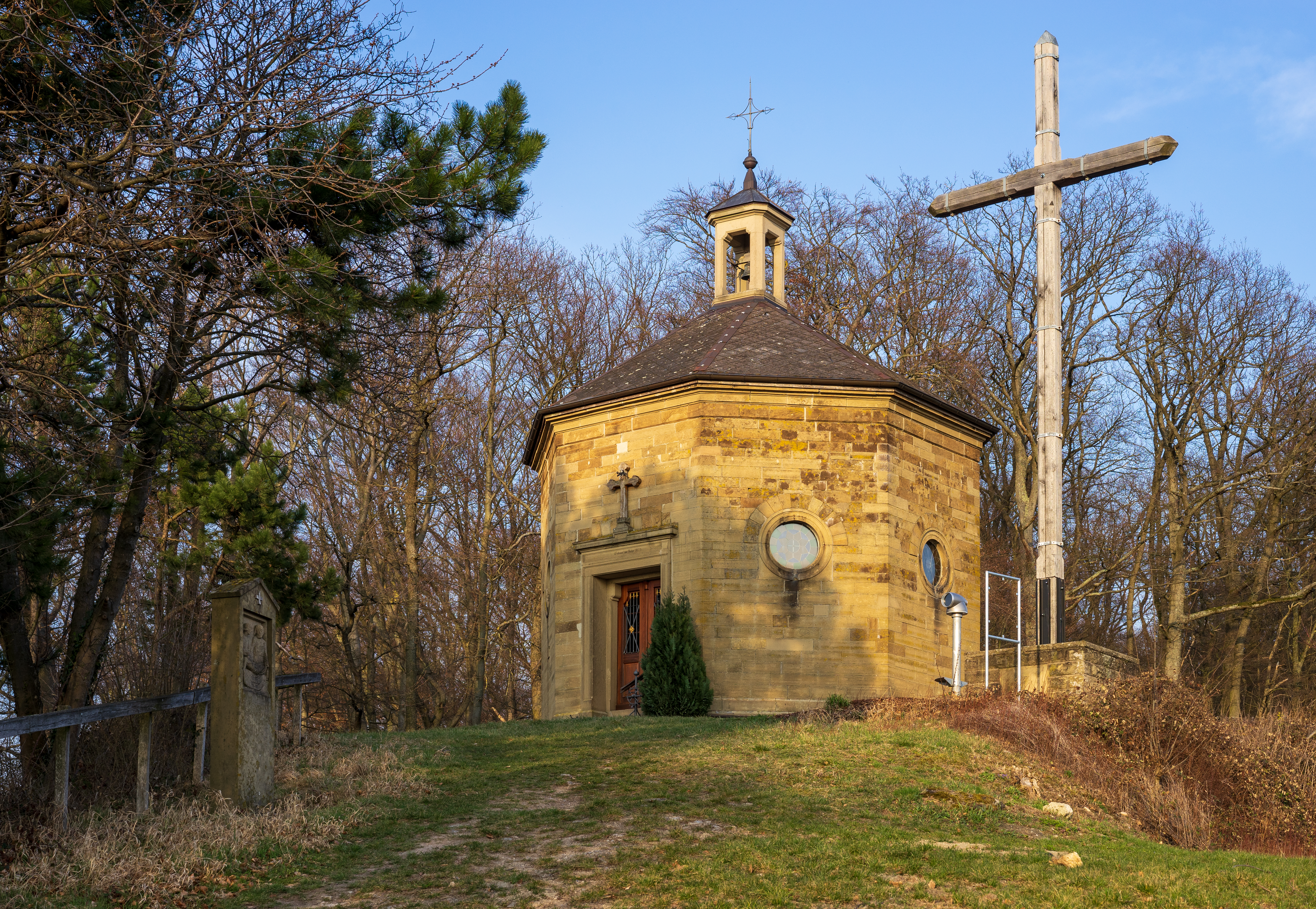
Kreuzbergkapelle bei Tiefenbach
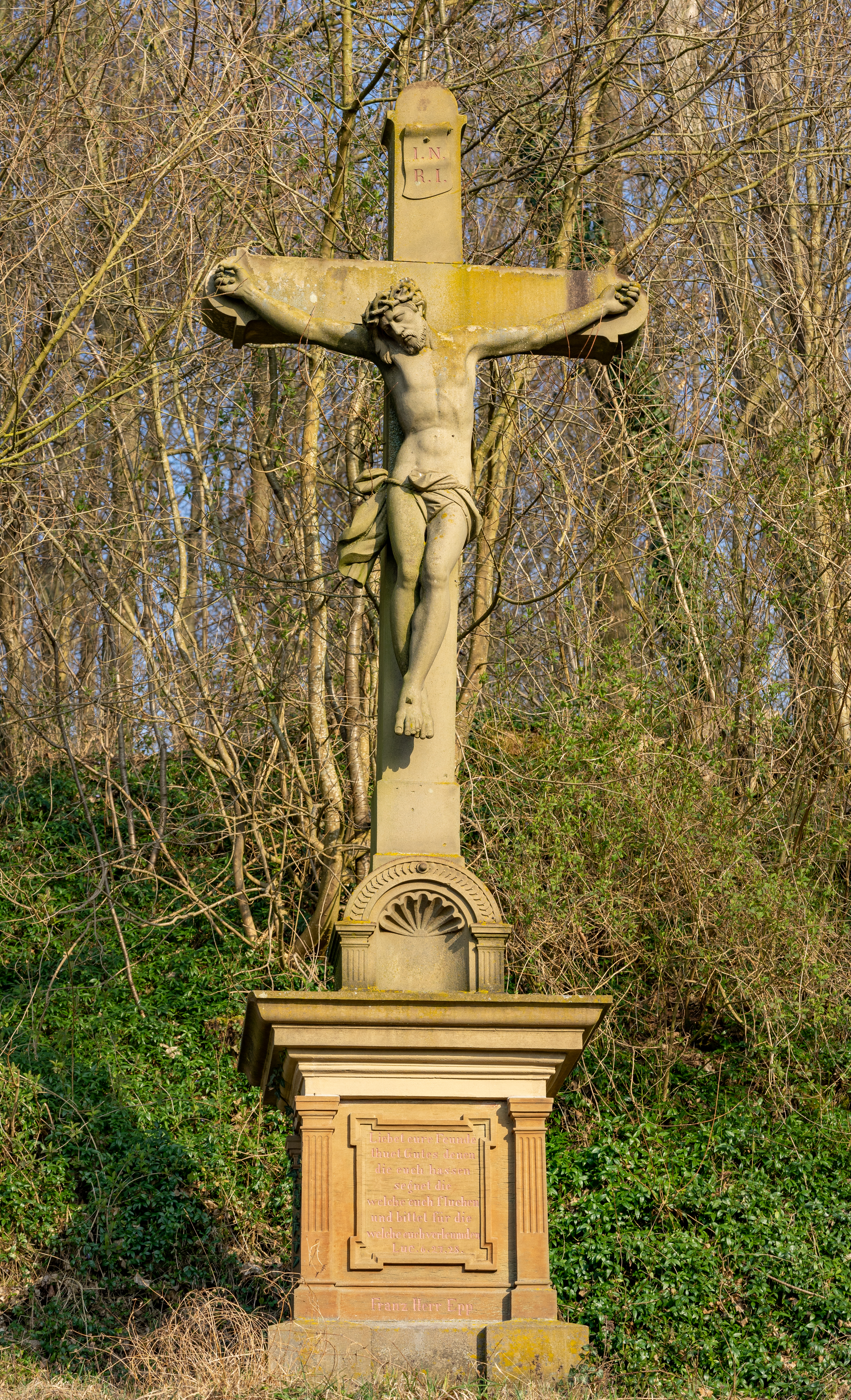
Wegkreuz am Beginn des Kreuzweges

Schindelberg
- Am höchsten Punkt des Weilers Schindelberg befindet sich die 2002/03 von den Anwohnern errichtete Schindelbergkapelle. Bis zum Bau der Kapelle befand sich an dieser Stelle ein in den 1930er Jahren errichteter Wasserspeicher.

### Naturdenkmäler und Naherholungsgebiete
- Naherholungsgebiet Kreuzbergsee: 1974 angelegter 200.000 m² großer See in Tiefenbach
- Schwefelquelle Östringen
- Obst-, Wald- und Weinlehrpfad an der Kreuzberghalle in Tiefenbach
- Flächenhaftes Naturdenkmal „Silzbrunnen“ auf der Gemarkung Odenheim
- Flächenhaftes Naturdenkmal „Spiegelberg“ zwischen Tiefenbach und Elsenz.
- Flächenhaftes Naturdenkmal „Hohle am Hatzelberg“
- Flächenhaftes Naturdenkmal „Hohle zum Kaspershäusle“
- Flächenhaftes Naturdenkmal „Hohle Weißer Weg“
- Flächenhaftes Naturdenkmal „Kapellenberg“ bei Eichelberg

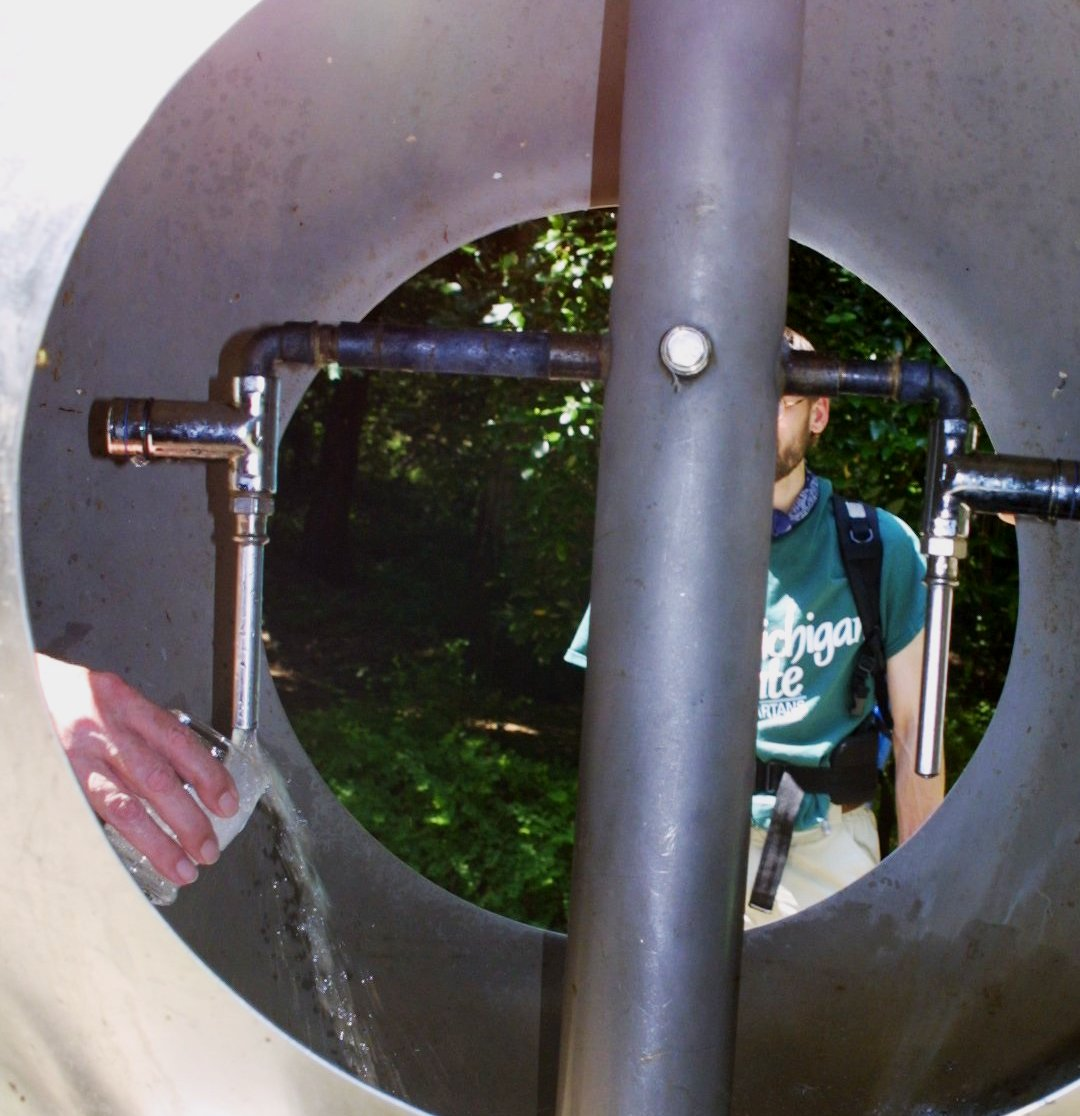
Schwefel- und Heilquelle im Krummbachwald
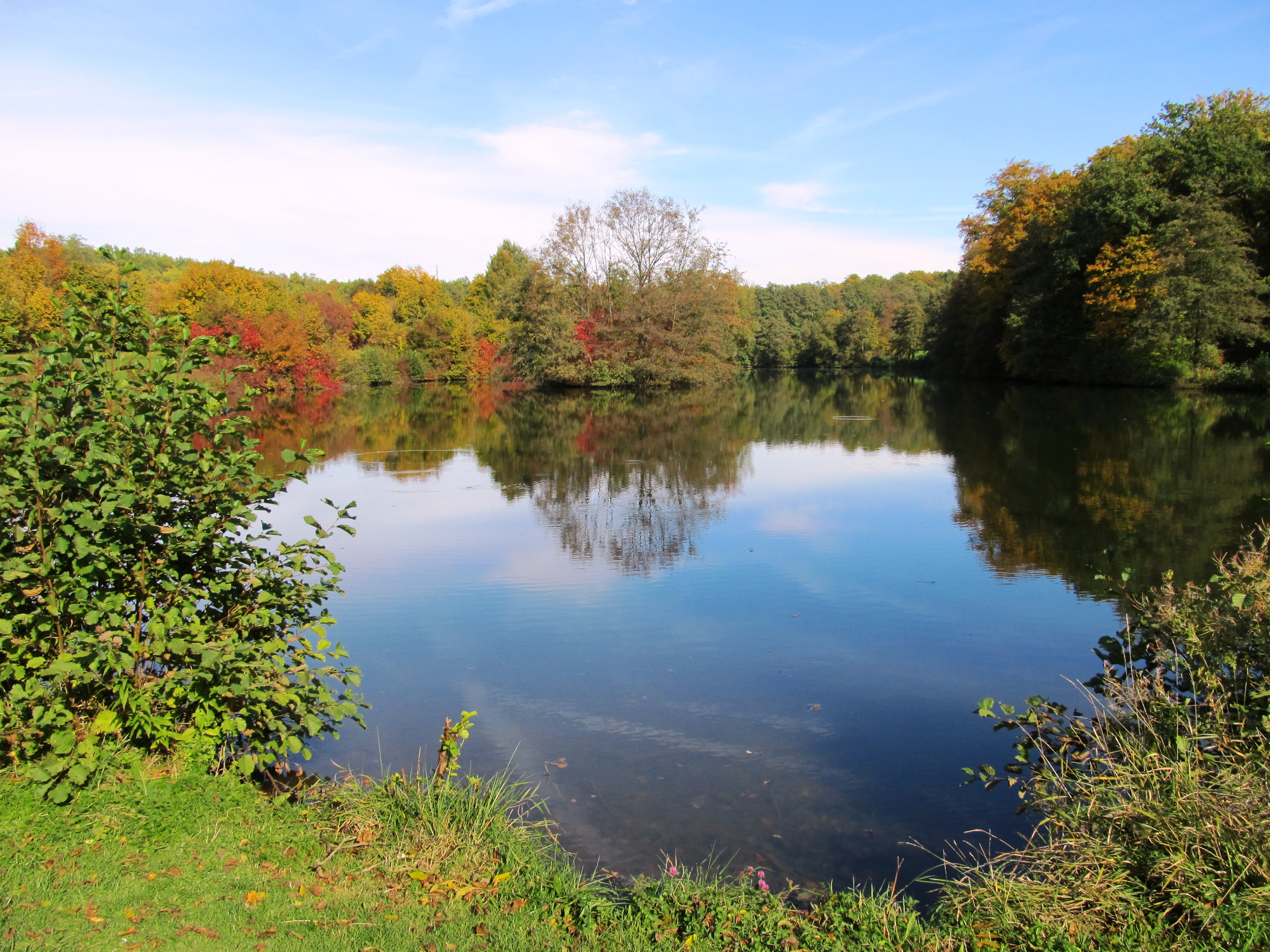
Kreuzbergsee bei Tiefenbach
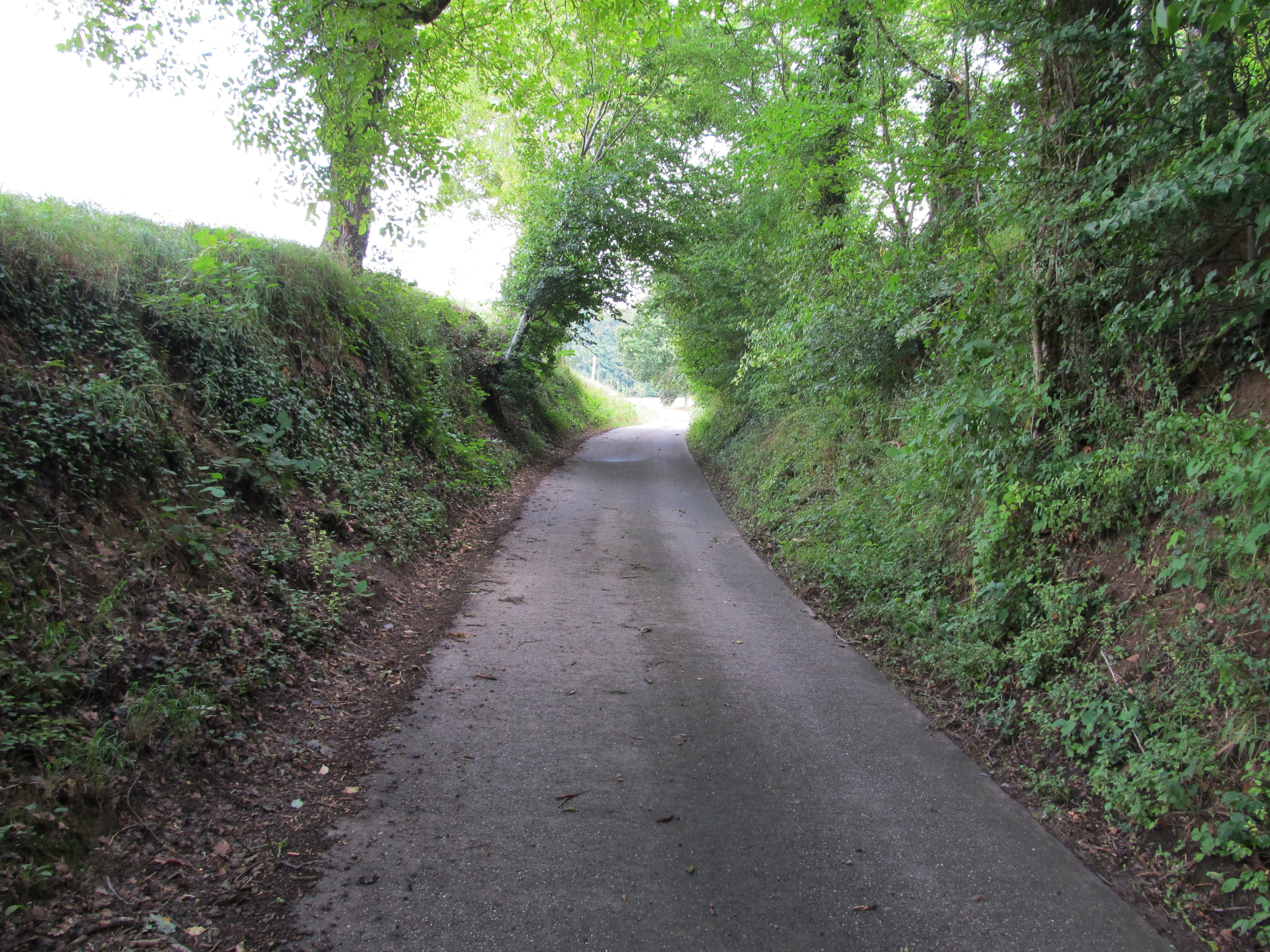
Hohle Weißer Weg
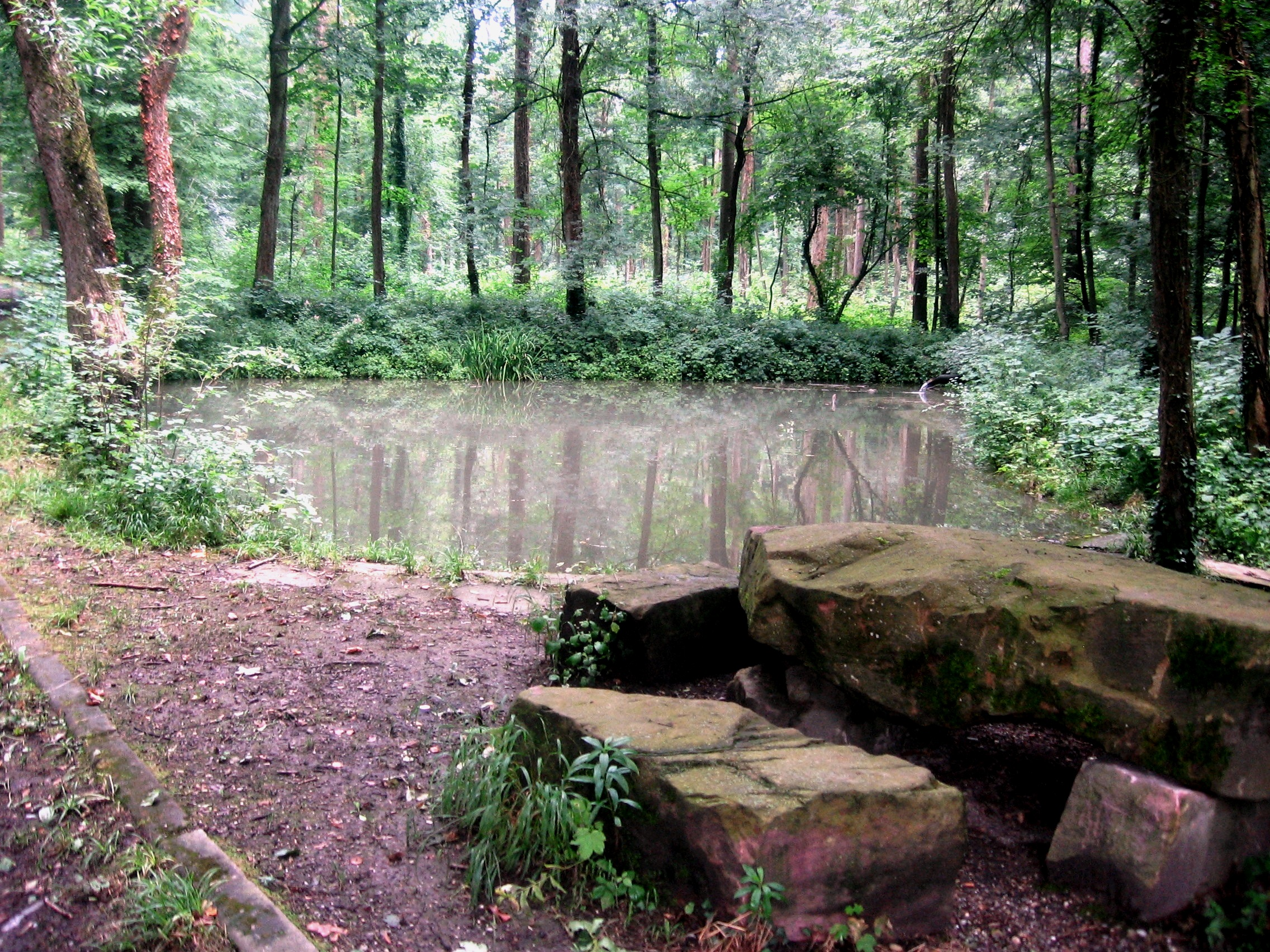
Silzbrunnen
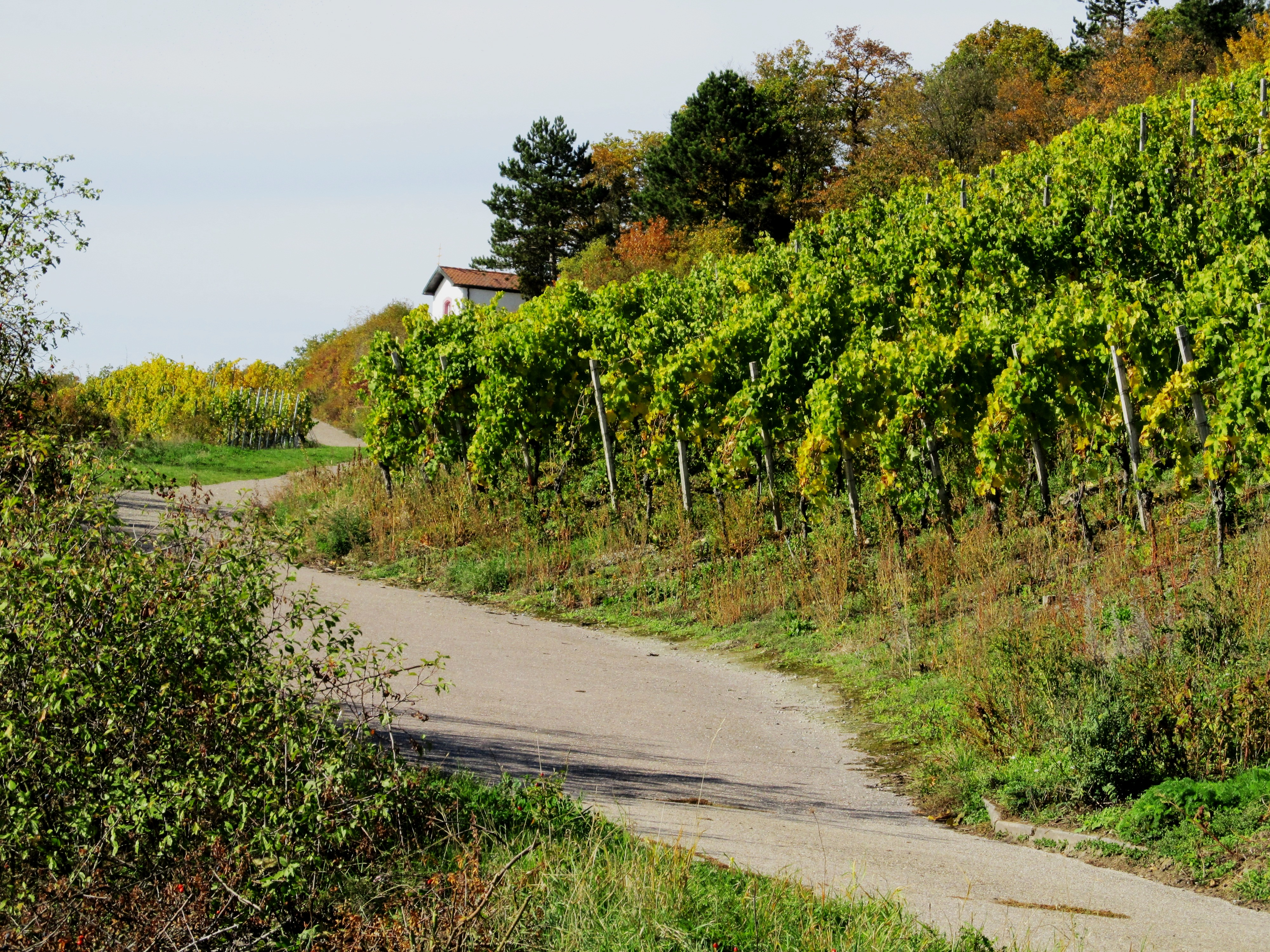
Kapellenberg bei Eichelberg

### Regelmäßige Veranstaltungen
- Jährlich am ersten Wochenende im Juli stattfindender Jahrmarkt in Östringen
- Jährlich am zweiten Wochenende im Oktober stattfindender Jahrmarkt in Odenheim
- Faschingssamstagumzug in Östringen
- Östringer Kerwe im November
- Jede zwei Jahre stattfindendes Straßenfest in Odenheim im Wechsel mit Tiefenbach
- Jährlich am ersten Augustwochenende in Odenheim stattfindendes Burgfest der Odenheimer Karnevalsgesellschaft
- Jährlich Musicalproduktion der Thomas-Morus-Realschule

## Persönlichkeiten
Söhne und Töchter der Stadt:
- Carl Ludwig August Dänzer (1820–1906), geb. in Odenheim, badischer Freiheitskämpfer 1848/49, Mitglied der konstituierenden Landesversammlung, Begründer und Herausgeber deutschsprachiger Zeitungen in St. Louis, Missouri, USA
- August Habich (1869–?), Radrennfahrer und Unternehmer
- Hermann Steinacker (1870–1944), geb. in Odenheim, Anarchist und Widerstandskämpfer gegen das NS-Regime
- Hermann Hecht (1877–1969), geb. in Odenheim, Schifffahrtsunternehmer, Generaldirektor des Rhenania-Konzerns
- Ludwig Basnizki (1885–1957), geb. in Odenheim, Gymnasialprofessor
- Gustav Wolf (1887–1947), Maler und Grafiker

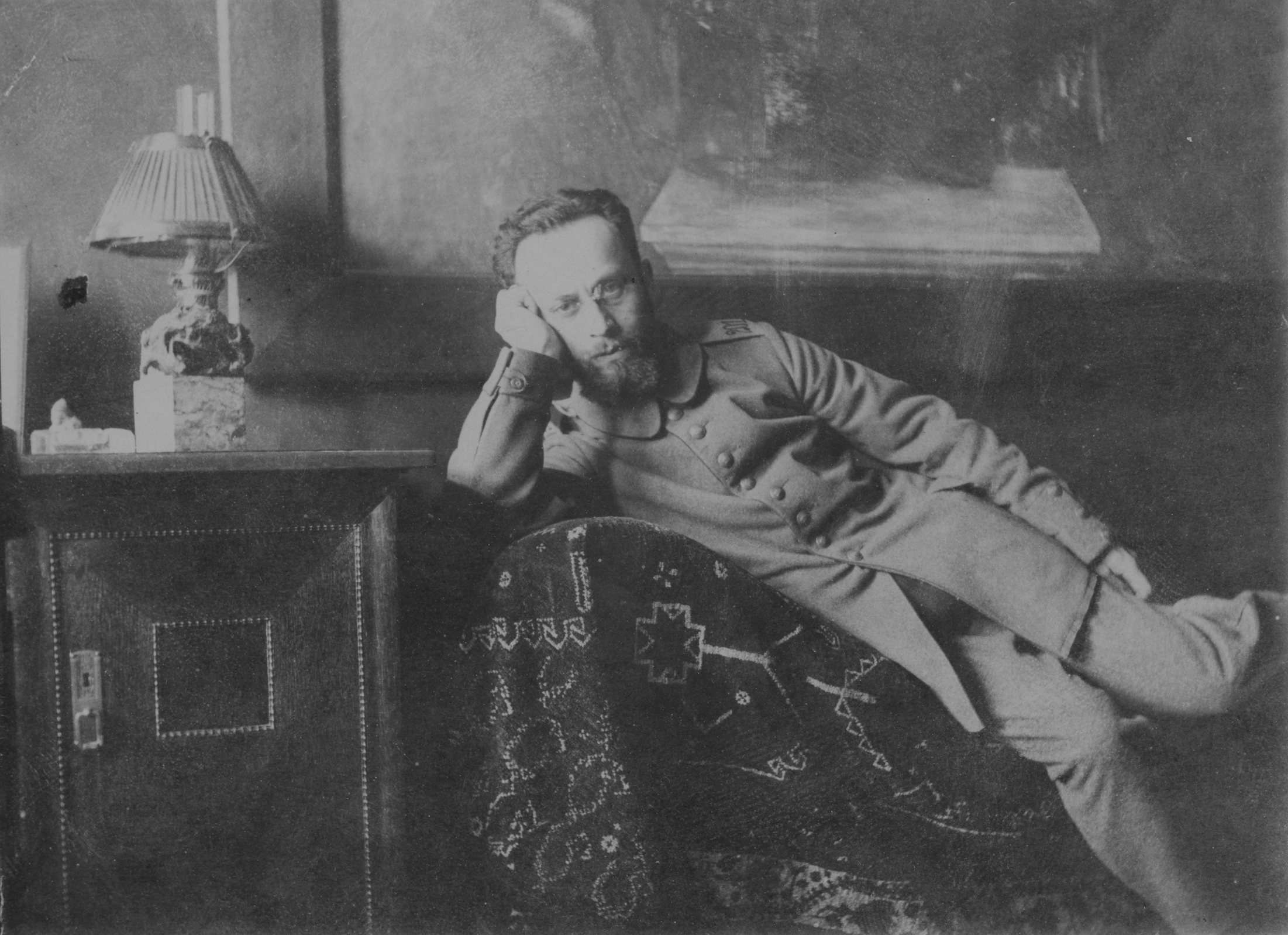
Gustav Wolf (circa 1918)

- Günther Hepp (1909–1937), geb. in Odenheim, Erstbesteigung mit der Deutschen Himalaya-Expedition von drei Riesen: Simon (6545 m), Nepal Peak (7100 m), Siniolchu (6897 m); starb in einer Eislawine am Nanga Parbat
- Jakob Scheuring (1912–2001), geb. in Odenheim, Leichtathlet, Europameister 1938 über 4 × 100 Meter
- Werner Schmidt (1913–2007), Mediziner und Schriftsteller
- Wilhelm Emmerich (1916–1945), geb. in Tiefenbach, SS-Oberscharführer, der in nationalsozialistischen Konzentrationslagern in leitenden Funktionen eingesetzt war
- August Vogel (1927–2015), geb. in Odenheim, Architekt, Erzbischöflicher Baudirektor
- Rudolf Hoffmann (1935–2020), Fußballspieler
- Theodor Hoffmann (1940–2011), Fußballspieler
- Hermann Dischinger (1944–2020), Heimatdichter
- Heribert Rech (* 1950), Politiker (CDU), MdL (Baden-Württemberg), ehemaliger Innenminister Baden-Württembergs